# Rainer Ganahl
Rainer Ganahl (°1961) is een uit Oostenrijk afkomstige fotograaf, video- en performancekunstenaar. Hij studeerde onder meer aan de Universität für angewandte Kunst in Wenen en aan de Akademie van Düsseldorf bij Nam June Paik. Ganahl vernielt de waarde van consumptiegoederen door ze tot kunst te verheffen.
Met zijn werk zet hij de toeschouwer gewild op het verkeerde been. Zo liet hij zich in 2009 tijdens de Armory Show in een langgerekte limousine rondrijden, terwijl hij het werk van Karl Marx las. Hij klaagde de modeindustrie aan met een langlopend totaalproject Comme des Marxists waarbij hij onder meer een reeks nep-designersjaals met communistische symbolen zeefdrukte met als titel Marx 99 cents.
Ganahl vertegenwoordigde Oostenrijk op de Biënnale van Venetië in 1999 en 2007. Sinds 2006 is hij verbonden aan de Staatliche Akademie der Bildenden Künste Stuttgart.